# 三代格式
三代格式（さんだいきゃくしき）とは、平安時代に編纂された弘仁格式、貞観格式、延喜格式の三つの格式（律令の補助法令・いわゆる取説）の総称である。

## 概要
弘仁・貞観・延喜とは、それぞれの格式が編纂された年代の元号であるが、実際に完成し施行された年代の元号とは、ずれが生じることもある。

## 三代格式

### 弘仁格式
嵯峨天皇が藤原冬嗣に編纂させた。
- 弘仁格
701年（大宝元年）から819年（弘仁10年）までの格を編纂。一部現存。
- 弘仁式
701年（大宝元年）から819年（弘仁10年）までの式を編纂。一部現存。

### 貞観格式
清和天皇が藤原氏宗に編纂させた。
- 貞観格
820年（弘仁11年）から868年（貞観10年）までの詔勅官符集。
869年（貞観11年）完成。現存せず。
- 貞観式
871年（貞観13年）完成。現存せず。

### 延喜格式
醍醐天皇が藤原時平に編纂させた。
- 延喜格
869年（貞観11年）から907年（延喜7年）の間の詔勅官符集。
908年（延喜8年）に施行。現存せず。全12巻。
- 延喜式
905年（延喜5年）から編纂され、927年（延長5年）に完成。
967年（康保4年）に施行。全50巻。